# The Good Natured
The Good Natured (* 26. Januar 1991) ist das Pseudonym der britischen Elektropopsängerin und Musikproduzentin Sarah McIntosh aus Highclere, Hampshire in Großbritannien.

## Leben und Werk
Sarah McIntosh begann als Kind zunächst die Violine zu spielen, fand daran aber keinen Gefallen und wechselte deshalb zum Schlagzeug. Außerdem sang sie als Kind in einem Chor. Im Alter von 14 Jahren half sie ihrer Großmutter beim Frühjahrsputz und entdeckte dabei ein altes Yamaha-Keyboard von 1980. Sie brachte sich selbst bei darauf zu spielen, begann im Alter von 15 Jahren ihre ersten Songs zu schreiben und gründete eine Band mit ihrem Bruder Hamish. Später besuchte sie die Universität, um Musik zu studieren, musste aber feststellen, dass sie das Studium und ihr privates Musikengagement nicht gleichzeitig bewältigen konnte. Sie entschied sich darum, die Universität wieder zu verlassen und sich vollends ihrer eigenen Musik zu widmen.
2008 veröffentlichte Sarah McIntosh im Selbstverlag unter dem Namen The Good Natured die EP Warriors, die sie zusammen mit ihrem Bruder Hamish McIntosh (E-Bass) und dem Schlagzeuger George Hinton, den sie noch von der Universität kannte, aufgenommen hatte. Für diese Veröffentlichung erntete sie einige Anerkennung durch die Fachpresse, insbesondere für ihre Songtexte, die von Sexualität, Drogenmissbrauch, Liebe und Sehnsucht handeln. Ihre Musik wird häufig mit der von La Roux, Ladytron, Lily Allen und Kate Nash verglichen. Sie selbst bezeichnet ihre Musik sowohl als „dunklen Elektropop“ als auch als „Elektropop mit Herz“ und fühlt sich insbesondere durch Bands wie Japan und Siouxsie and the Banshees beeinflusst.
Trotz der positiven Kritiken fand sich zunächst kein Plattenlabel, das The Good Natured unter Vertrag nehmen wollte, so dass auch ihre zweite EP Your Body Is a Machine noch von ihr selbst veröffentlicht wurde. Erst seit März 2011 ist sie beim britischen Plattenlabel Parlophone unter Vertrag und hat im September 2011 die EP Skeleton veröffentlicht.
Im Herbst 2011 wurde der Song Skeleton in einem Werbespot der Firma Deichmann für ihre Schuhmarke Graceland verwendet.
Am 25. Juli 2013 gaben The Good Natured auf ihrer offiziellen Facebook-Seite bekannt, dass ihr Label ihnen bereits einige Monate zuvor gekündigt habe. Infolgedessen werde auch das geplante Album Prism nicht mehr veröffentlicht. Die Band hat sich nach eigenen Aussagen bemüht, die Rechte an den bereits aufgenommenen Stücken vom Label zurückzuerhalten, jedoch ohne Erfolg.
Am 2. Januar 2014 wird die Band unter dem Namen Lovestarrs ihr Comeback geben.

## Diskografie
- Warriors (EP) (2008)
- Your Body Is a Machine (EP) (2009)
- Be My Animal (Single) (2010)
- Skeleton (Single) (2011)
- Skeleton (EP) (2011)